# Altipolia purpurea
Altipolia purpurea är en fjärilsart som beskrevs av Plante 1985. Altipolia purpurea ingår i släktet Altipolia och familjen nattflyn. Inga underarter finns listade i Catalogue of Life.